# Эйлмер (Квебек)

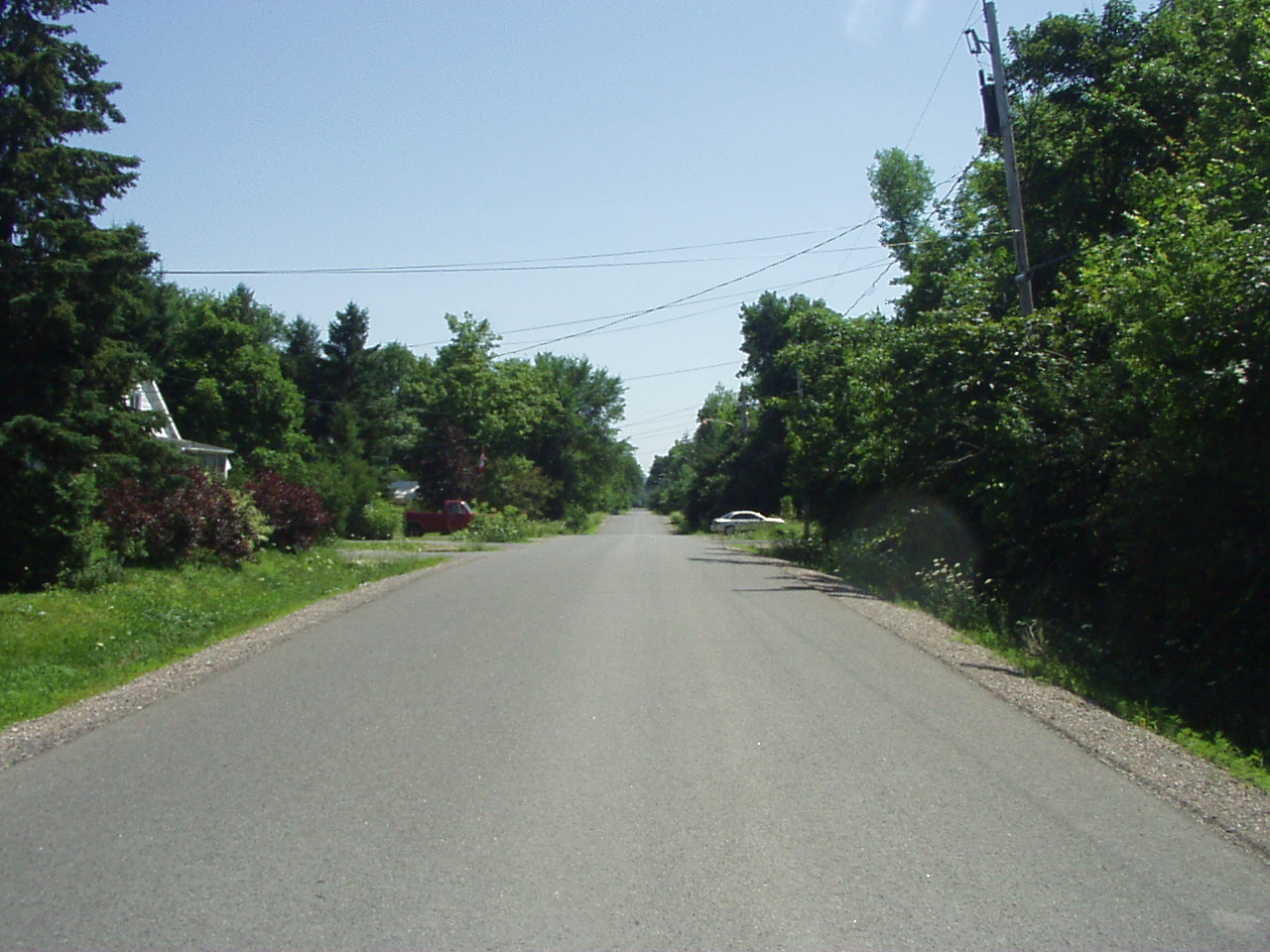
Типичная улица в Эйлмере, возникшая до строительного бума.

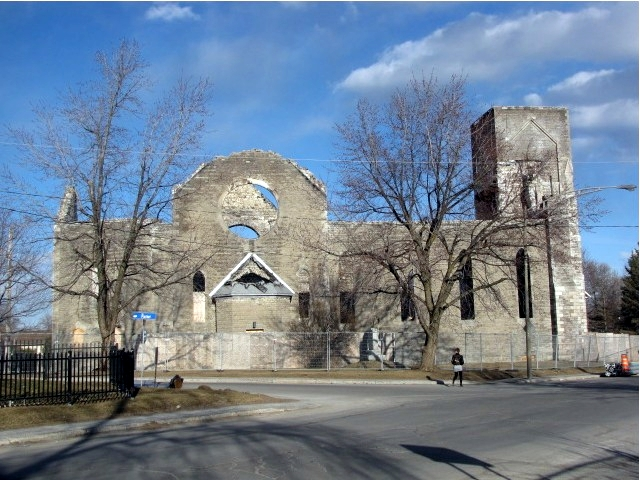
Церковь Святого Павла Элмерского

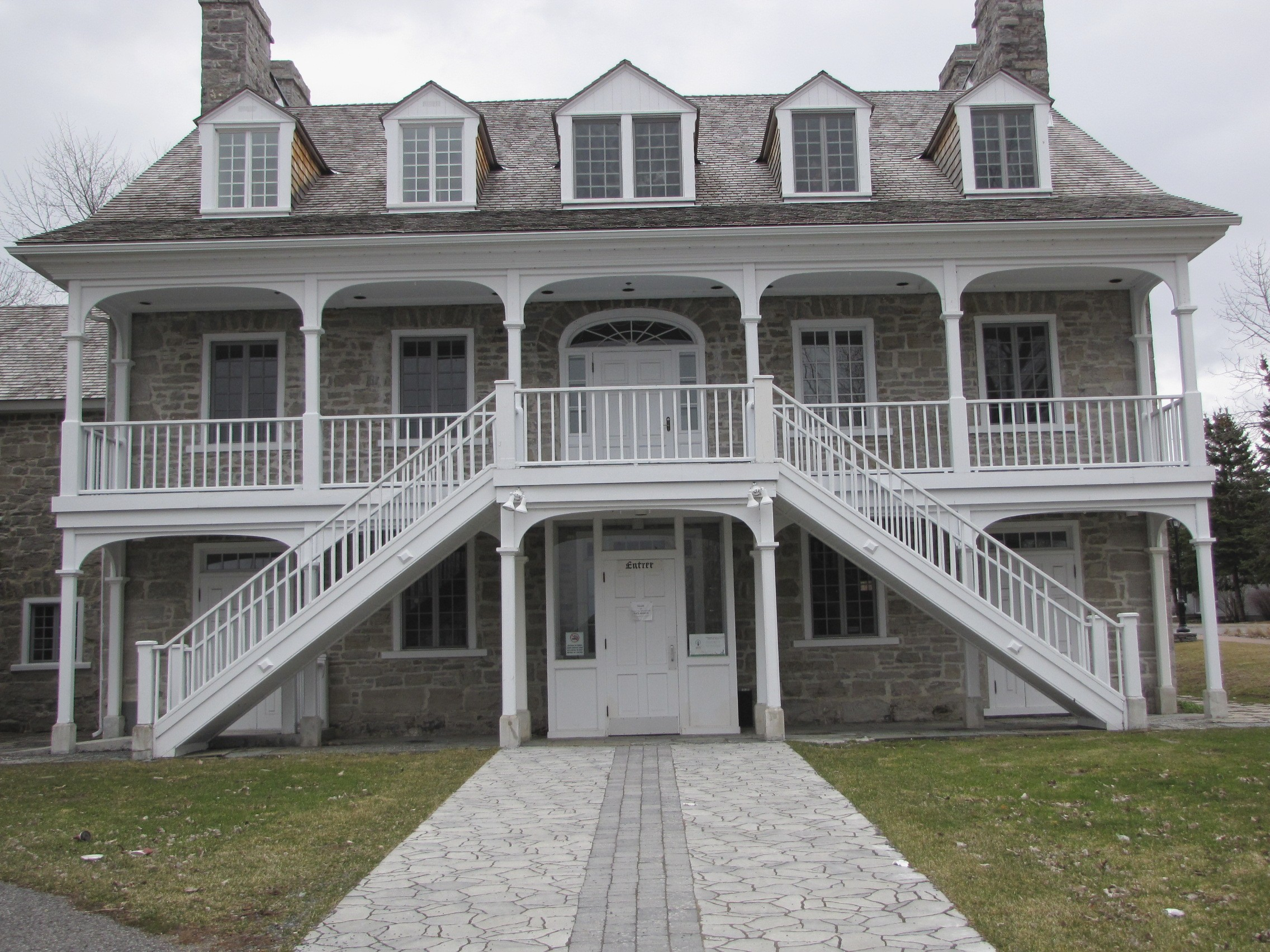
Историческая гостиница Симмса (Symmes).

Эйлмер, англ. Aylmer — бывший город в регионе Оттава канадской провинции Квебек. С 1 января 2002 г. — сектор г. Гатино (в самой западной части города). Границами Эйлмера являются река Оттава на юге и Квебекское шоссе 148 на северо-востоке. Население Эйлмера по состоянию на 2006 г. составило 41 882 человек, то есть около 16 % населения г. Гатино.
Был назван в честь Мэтью Уитуорт-Эйлмера, более известного как лорд Эйлмер, генерал-губернатора Британской Северной Америки и лейтенант-губернатора Нижней Канады в 1830—1835 гг.
Эйлмер, как и город Гатино в целом, тесно интегрирован с соседней Оттавой в рамках Национального столичного региона.
В Эйлмере расположено множество полей для гольфа, парков и зелёных зон, спа, пристаней и велосипедных дорожек. Промышленности в этом секторе мало — это в основном район жилой застройки и отдыха. Почти все крупные магазины, предприятия сферы услуг и рестораны расположены вдоль Эйлмерского шоссе (en:Chemin d'Aylmer), где расположены также закрытый бассейн и парк для скейтбординга.
Население Эйлмера состоит из 40 % англофонов и 60 % франкофонов. Многие жители Эйлмера работают за рекой, в соседней Оттаве. Многие из жителей Эйлмера двуязычны и стоят скорее на позициях федерализма, чем квебекского сепаратизма.